# فالديمار هنريكي
فالديمار هنريكي (بالبرتغالية: Waldemar Henrique da Costa Pereira) هو ملحن وعازف بيانو برازيلي، ولد في 15 فبراير 1905 في بليم في البرازيل، وتوفي بنفس المكان في 29 مارس 1995.

## وصلات خارجية
- فالديمار هنريكي على موقع IMDb (الإنجليزية)
- فالديمار هنريكي على موقع ميوزك برينز (الإنجليزية)